# Conidium

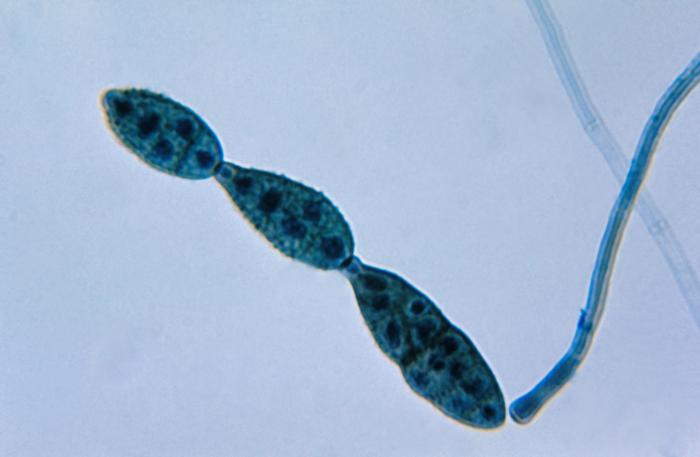
Conidiën van Alternaria sp.

Een conidium (meervoud: conidiën) (vergelijkbare termen zijn conidiospore, conidie, chlamydoconidium) is een ongeslachtelijke, onbeweeglijke spore van de anamorfe ascomyceten, die buiten een sporangium door een verandering van een hyfe of op een conidiofoor wordt gevormd. De spore is haploïd en celdeling vindt plaats door mitose. De naam is afkomstig van κόνις kónis.
Vele huidschimmels (dermatofyten) vormen conidiën. In de medische mycologie onderscheidt men eencellige microconidiën en meercellige macroconidiën.
Bij veel plantenziekten spelen conidiën een belangrijke rol. Zo worden bijvoorbeeld bij de appelschurft in de zomer conidiën gevormd, waardoor de ziekte zich snel kan uitbreiden.
Ook kaasschimmels voor de bereiding van kaas zoals Penicillium camemberti en Penicillium candidum vormen conidiën.

## Conidiënvorming

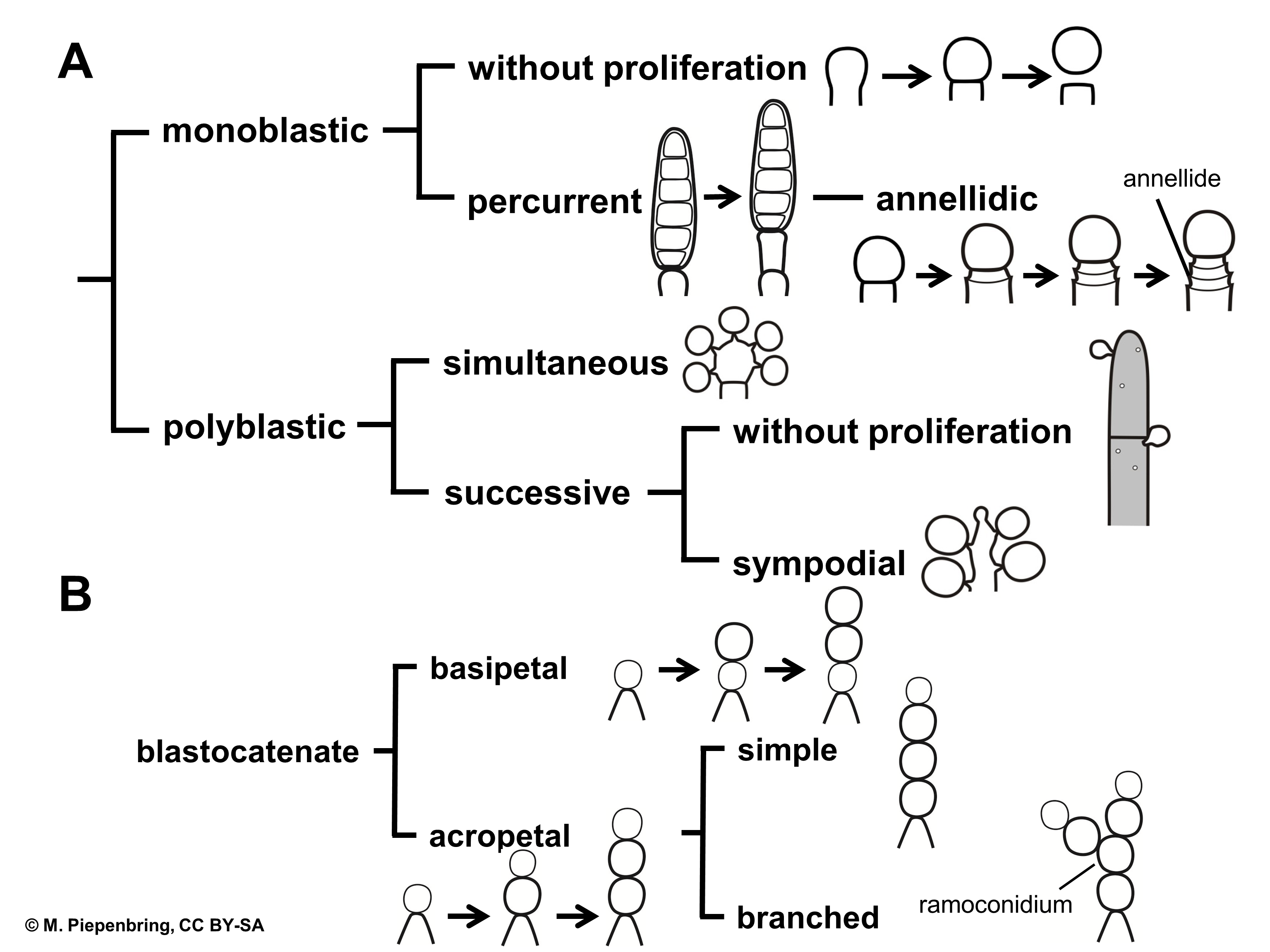
Verschillende typen conidiën-vorming.

Er zijn twee grondvormen te onderscheiden van de manier waarop de sporen (conidiën) gevormd worden (de conidiogenese) en de wijze waarop ze zich afscheiden (de dehiscentie). De eerste komt overeen met de embryologie bij dieren en planten en laat zich in twee fundamentele ontwikkelingsvormen indelen: De blastische conidiogenese, waarbij de sporen reeds waarneembaar zijn voordat ze door een tussenwand van de zich vormende conidiogene schimmeldraden afgescheiden worden, en de thallische conidiogenese, waarbij de tussenwand zich eerst vormt en de zo afgescheiden cel zich tot een spore omvormt.
Deze beide grondvormen laten zich nog verder onderverdelen in blastische conidiogenese en thallische conidiogenese.

### Blastische conidiogenese
- Bij blastisch-acropetale sporenvorming ontstaan de conidiën door vorming van uitlopers aan de uiteinden van de conidiogene schimmeldraad, zodat zich een lange ketting van sporen vormt, waarbij de jongste altijd aan het uiteinde (apicaal) ligt. Vormen zich twee uitlopers aan een spore, die dan ramoconidium genoemd wordt, dan vertakt de keten zich. Blastisch-acropetale conidiogenese is bijgevolg een variant van de normale groei van een schimmeldraad.
- Bij de blastisch-synchrone conidiogenese vormen zich talrijke sporen gelijktijdig op een centraal gelegen, meestal opgezwollen cel. Veelal ontstaan uit deze sporen weer acropetale ketens.

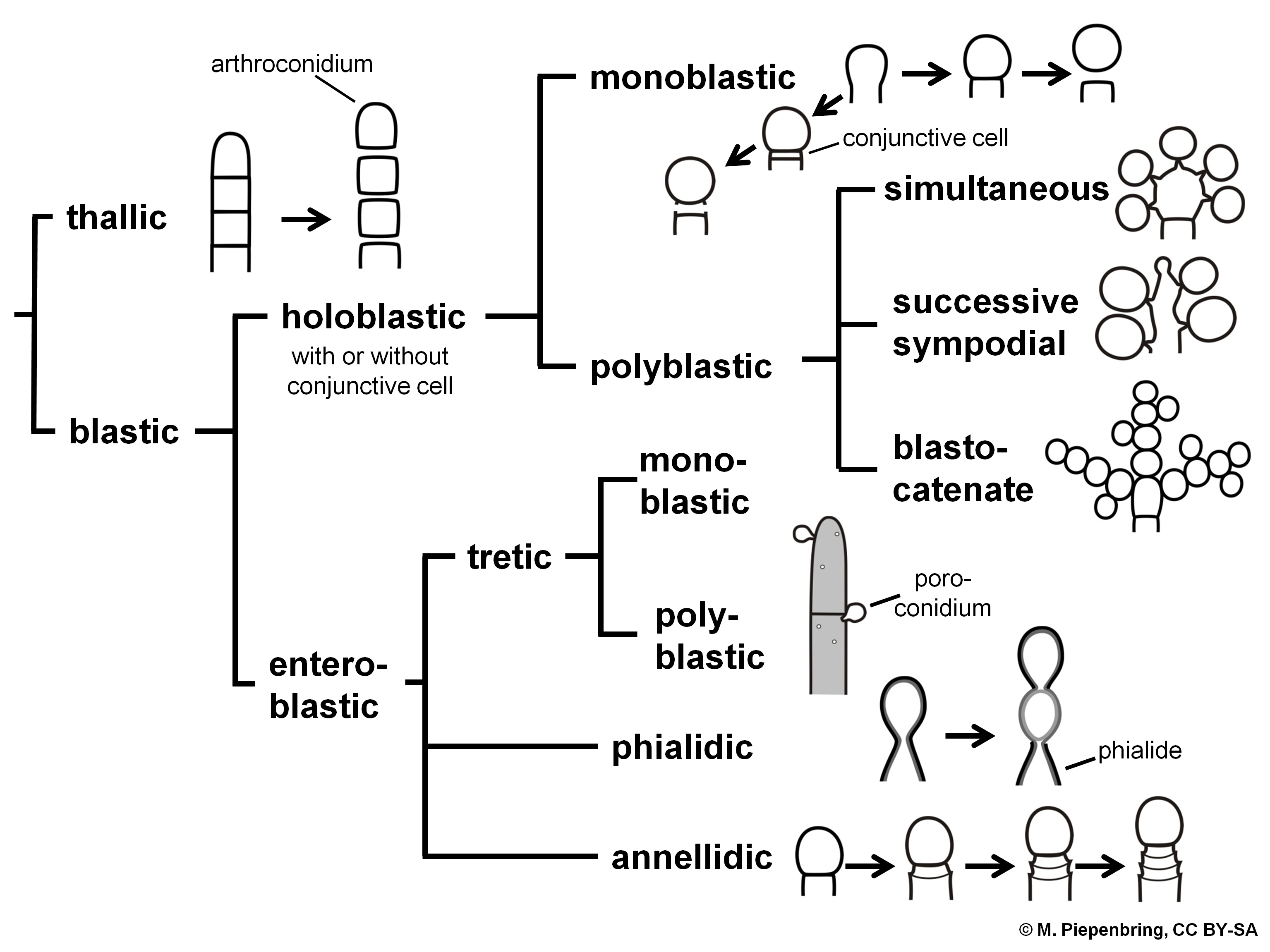
Verschillende typen conidiën-vorming.

- Bij de blastisch-sympodiale sporenvorming ontwikkelt zich aan de uiteinden van de conidioforen, achter de sporen, een nieuw uiteinde, dat zijdelings ('sympodiaal' respectievelijk 'cymeus' (middelpuntvliedend)) verder groeit. Deze vormt op zichzelf uiteindelijk een spore, waarachter weer een nieuw uiteinde ontstaat. De conidiogene cellen worden bij dit proces onvermijdelijk langer en langer.
- Bijzonder opvallend is de blastisch-annellidische vorm van de conidiogenese: Nadat een spore zich gevormd en afgescheiden heeft, blijft er een ringvormig litteken achter aan het uiteinde van de conidiogene cel. Deze groeit door deze ring heen en vormt dan de volgende spore, wat bij zijn afscheiding op zijn beurt weer een litteken achterlaat, zodat men aan het aantal ringen van een conidiogene cel het aantal sporen kan aflezen dat gevormd is.
- Bij de blastisch-fialidische vorming van sporen ontstaan voortdurend nieuwe sporen aan het open eind van de in dit geval fialiden genoemde conidiogene cellen. Omdat de fialide zelf niet van vorm en lengte verandert, groeit de sporenketting net als bij de blastisch-acropetale ontwikkeling naar boven; het verschil is echter dat de aan de conidiogene locus gevormde onderste sporen hier altijd de jongste zijn. De anamorf van de ascomyceet Penicillium is een bekend voorbeeld van deze vorm van conidiogenese.
- Als variant van de blastisch-fialidische conidiogenese kan de basauxische sporenvorming gelden. Hierbij bevinden de sporen van de keten die ontstaat zich in verschillende ontwikkelingsstadia: Terwijl de sporen die zich aan het bovenste eind bevinden al uitgerijpt zijn, hebben de lager gelegen jongste sporen zich nog weinig van de daaronder gelegen schimmeldraad gedifferentieerd.
- Geheel anders verloopt de blastisch retrogressieve (retrogressie=achteruitgang) sporenvorming. Hierbij vormt zich aan het uiteinde van de conidiogene schimmeldraad een spore die zich door een septum (tussenwand) van de schimmeldraad afsplitst. Vervolgens ontwikkelt zich direct daaronder een volgende spore, die zich weer door een septum van de rest van de schimmeldraad afsplitst. Door dit proces te blijven herhalen vormen zich uit een enkele schimmeldraad van het uiteinde naar beneden voortdurend nieuwe sporen, waardoor de schimmeldraadcel zelf steeds korter wordt.

### Thallische conidiogenese

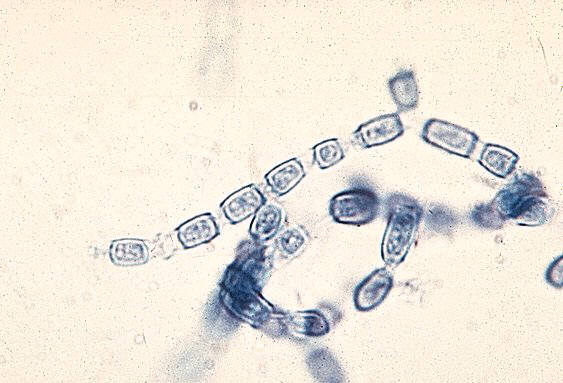
Arthroconidia van Coccidioides immitis met rexolytische dehiscentie

Anders dan bij de blastische vormen worden bij thallisch arthrische conidiogenese voor de sporenvorming eerst de septa gevormd. Daartoe moet een schimmeldraad eerst volgroeid zijn, waarna deze op onregelmatige afstanden dubbele tussenwanden vormt. De individuele cellen die zo ontstaan scheiden zich op een schizolytisch genoemde wijze van elkaar af en beginnen zich te differentiëren, zodat een keten van korte cilindervormige sporen ontstaat, de zogeheten artroconidiën, die gelijktijdig met elkaar verbonden lijken te zijn. Bij een variant van deze conidiogenese vormen zich afwisselend cellen en sporen, de tussenliggende cellen degenereren, sterven af en maken zo de tussenliggende arthroconidiën door rexolitische dehiscentie vrij.
Ten slotte bestaat er nog de thallisch solitaire ontwikkelingsvorm. Hier scheidt zich aan het eind van een conidiogene schimmeldraad een grote, buikige cel af, waarin zich dan talrijke transversaal geordende interne tussenwanden vormen. De cel differentieert zich nu tot een fragmospore die in zijn geheel (rexolytisch) afgescheiden wordt.
De dehiscentie kan op twee verschillende manieren geschieden. Bij de schizolytische varianten vormt zich tussen de sporen een dubbele scheidingswand met centraal gelegen middenlamellen, die dan bij het afscheiden van de sporen uiteenvalt. Bij rexolitische dehiscentie degenereert daartegen simpelweg de celwand die de sporen uitwendig verbindt waardoor de conidiën vrij komen.

## Gezondheid
In de lucht zitten altijd conidiën, maar de hoeveelheid varieert van dag tot dag en met de seizoenen. Een gemiddeld persoon ademt 40 conidiën per uur in.
Door de vorming van  conidiën kunnen schimmels ontstekingen veroorzaken bij mensen met een immuundeficiëntie. Hun immuunsysteem is niet sterk genoeg om de schimmel onschadelijk te maken, waardoor er bijvoorbeeld longinfecties kunnen ontstaan.

Conidiën
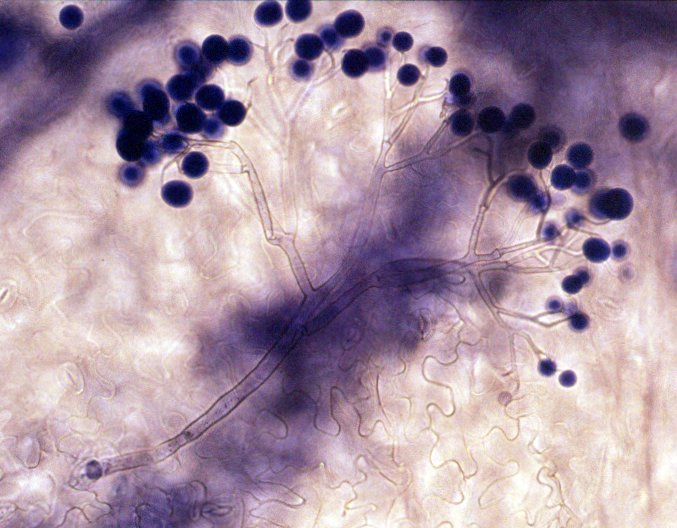
Conidiofoor van Hyaloperonospora parasitica met verscheidene conidiën
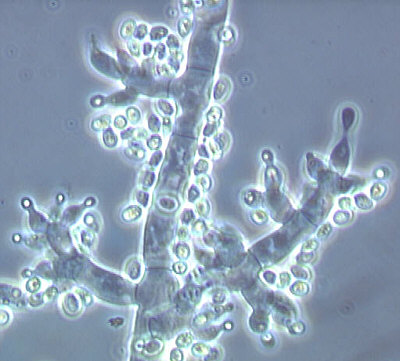
Conidiofoor van Trichoderma fertile
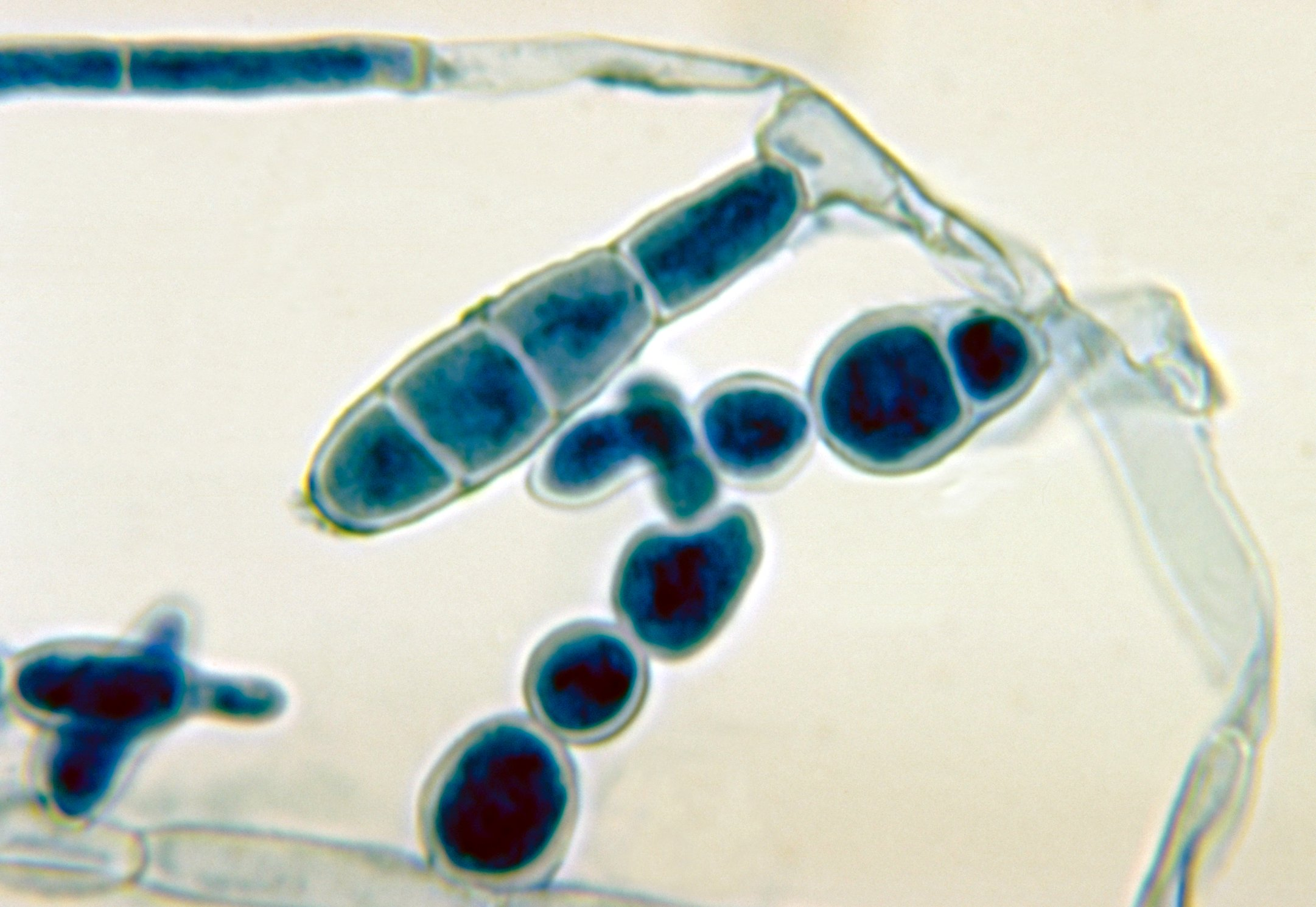
Macroconidia van de schimmel Epidermophyton floccosum de veroorzaker van Tinea cruris
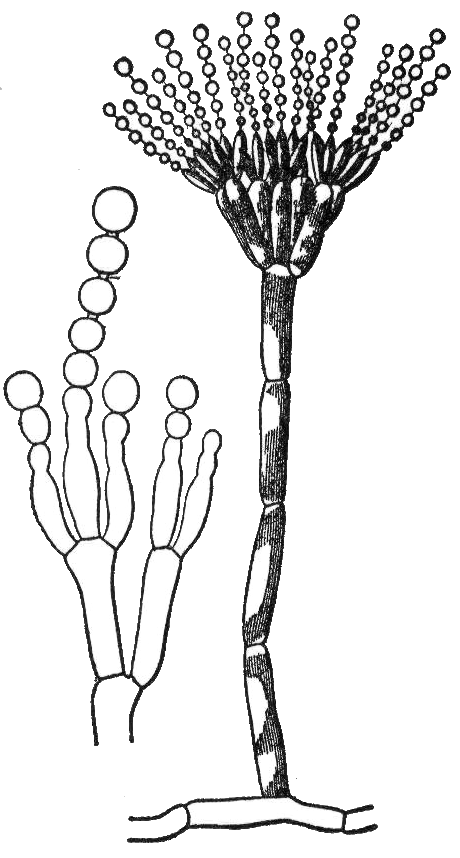
Conidiën op een conidiofoor
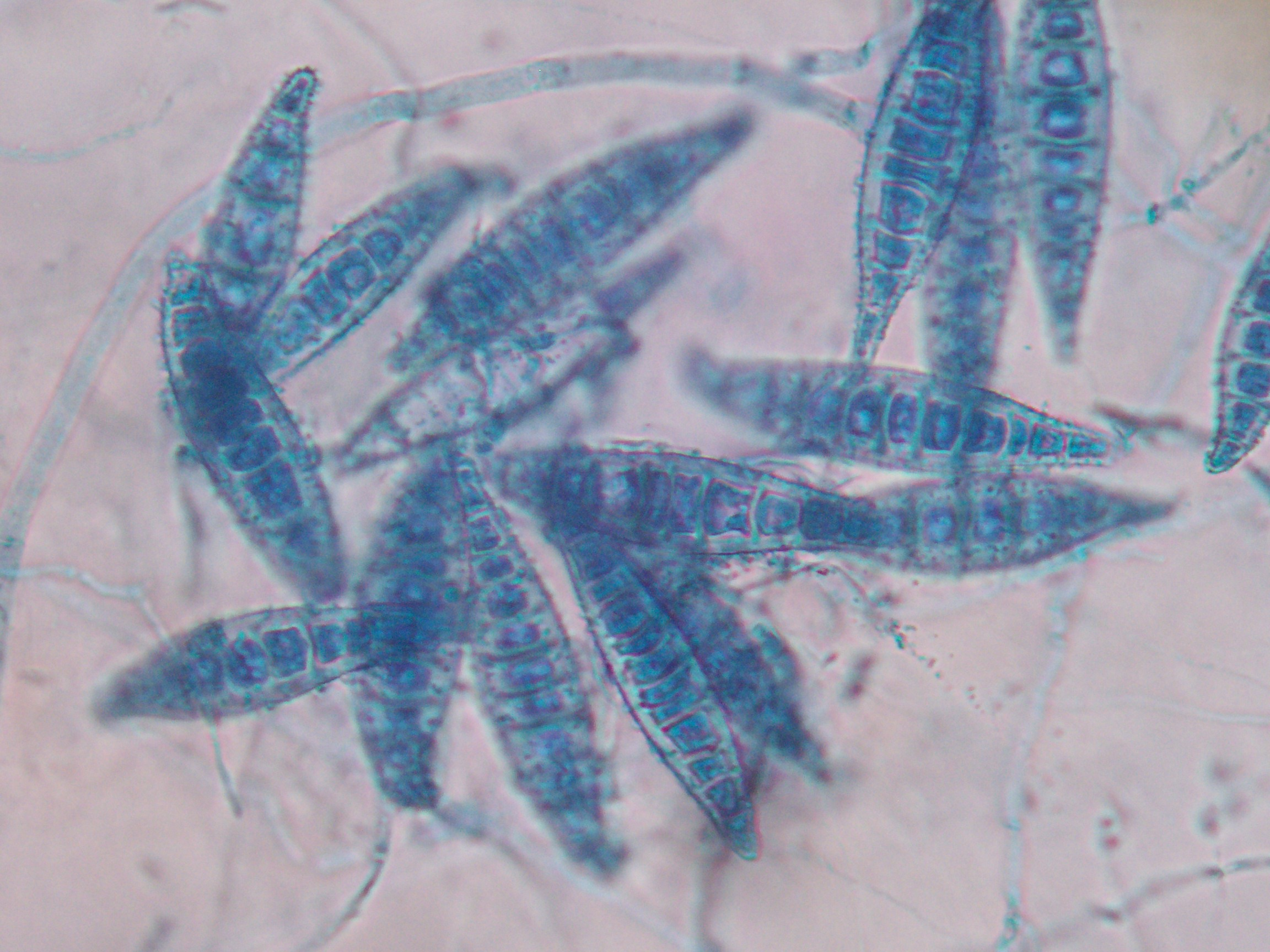
Macroconidia van de schimmel Microsporum canis